# Lourdeskapel (Zwaag)
De Lourdeskapel in Zwaag is een kapel nabij de Martinuskerk. De kapel werd gebouwd op initiatief van pastoor Masker, die Lourdes had bezocht. In de kapel staat een Lourdesgrot.
De kapel is een zeszijdige centraalbouw in neogotische stijl en dateert uit 1882. Lange tijd werd aangenomen dat architect A.C. Bleijs de ontwerper van de kapel is geweest. Hiervoor is  echter geen enkel bewijs gevonden. Tijdens de restauratie van de hervormde kerk in 1997/98 fungeerde de Lourdeskapel als onderkomen voor de hervormde gemeente van Zwaag-Risdam.
De kapel is een gemeentelijk monument.

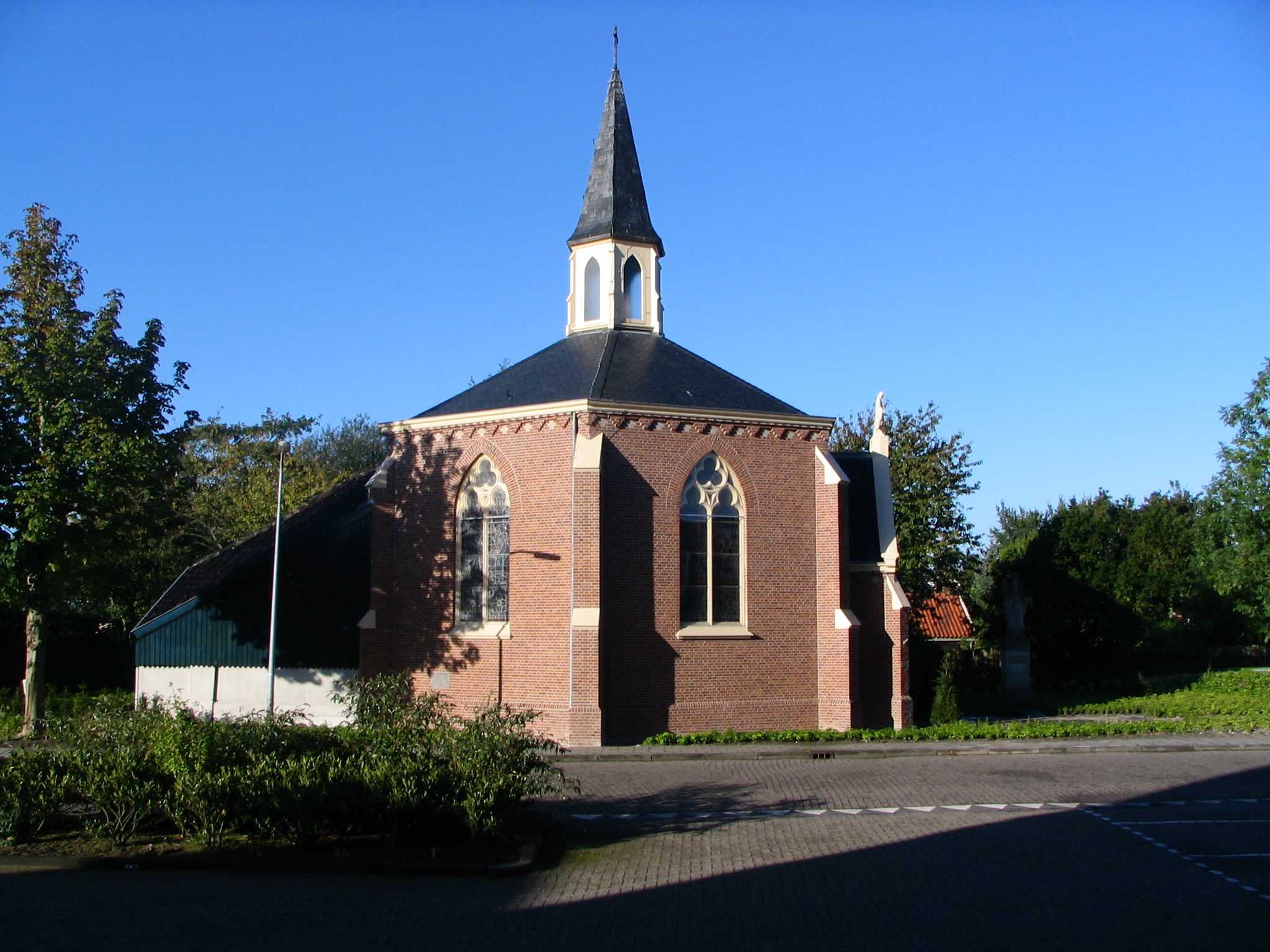
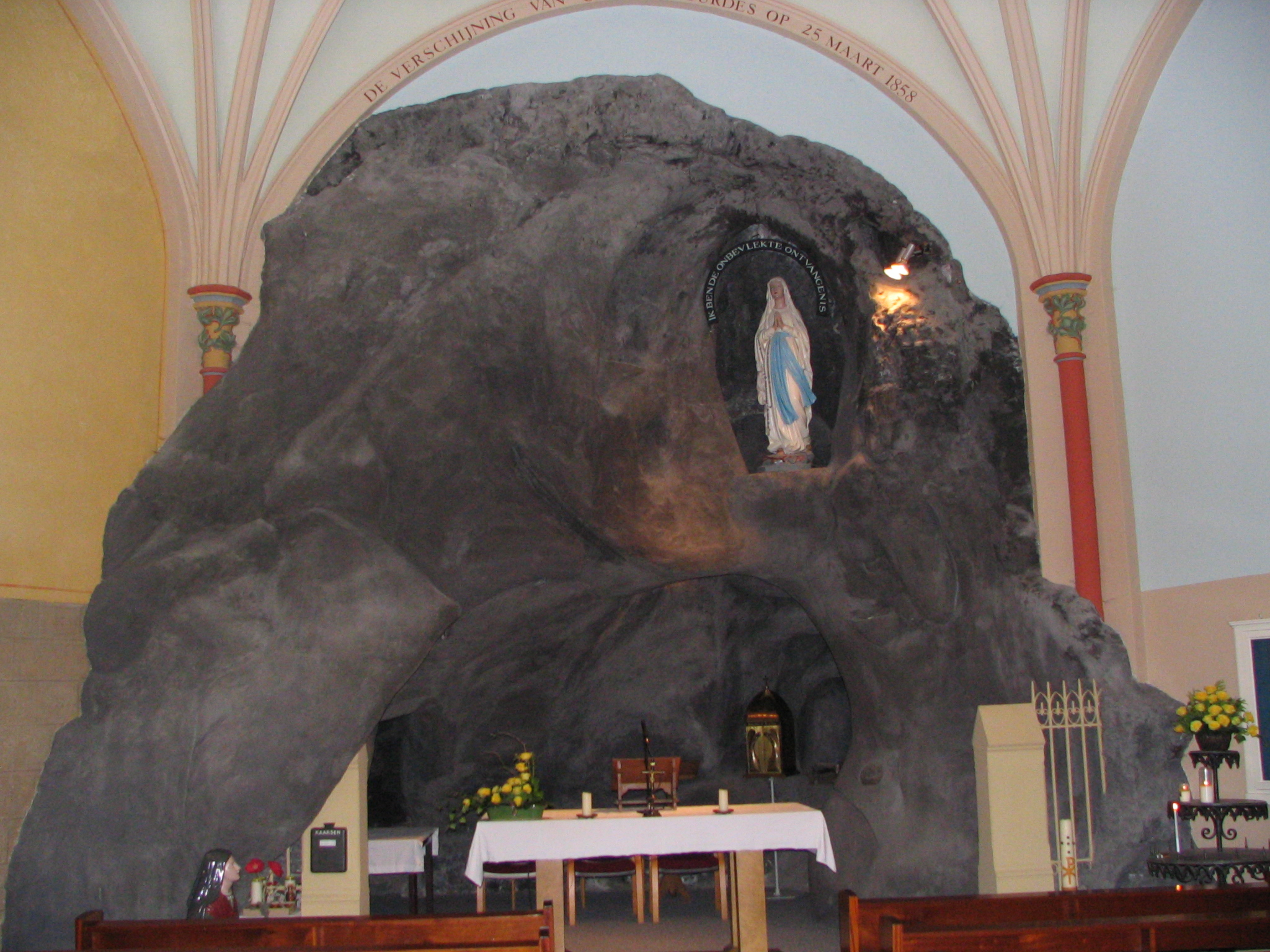
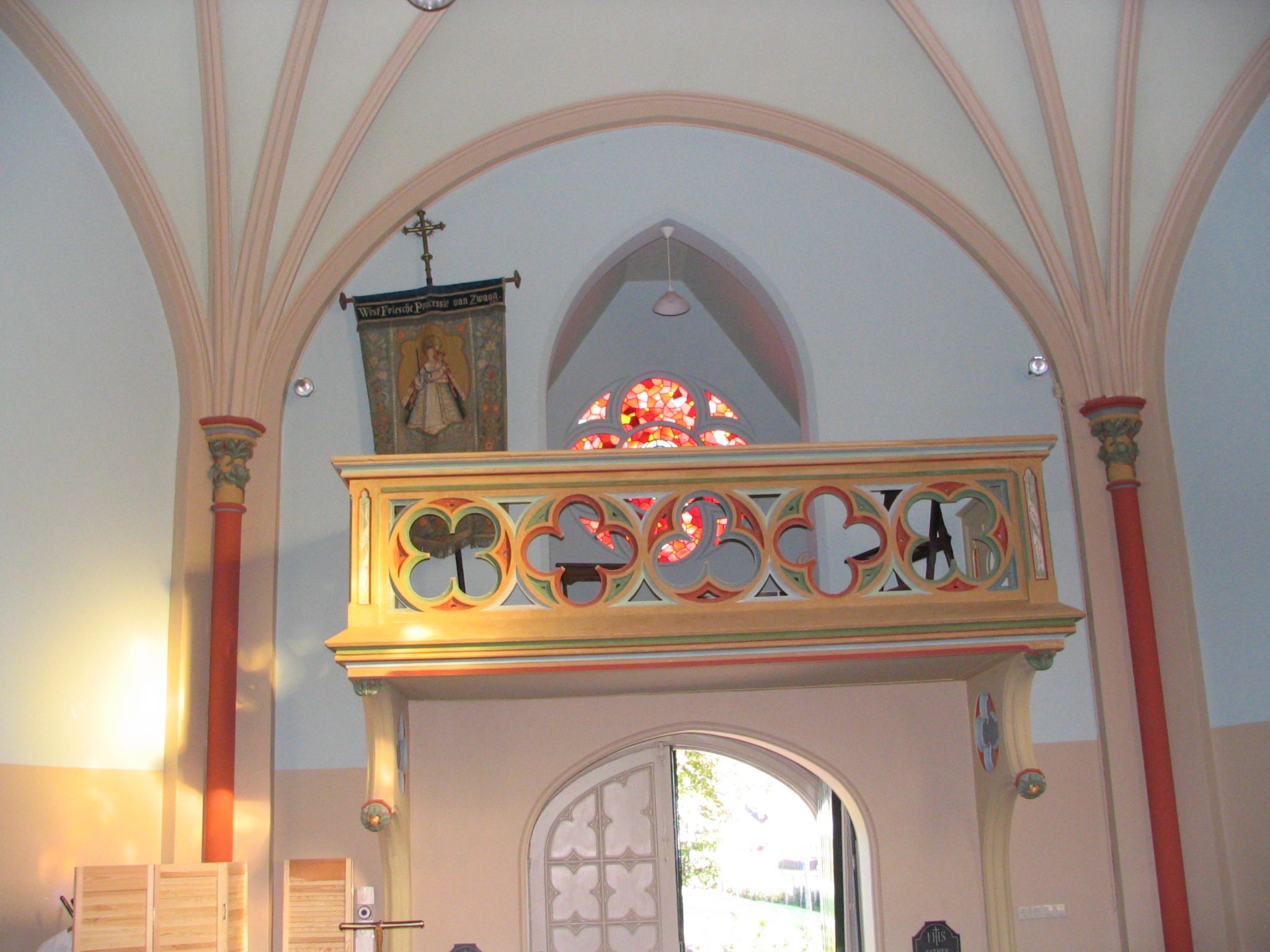
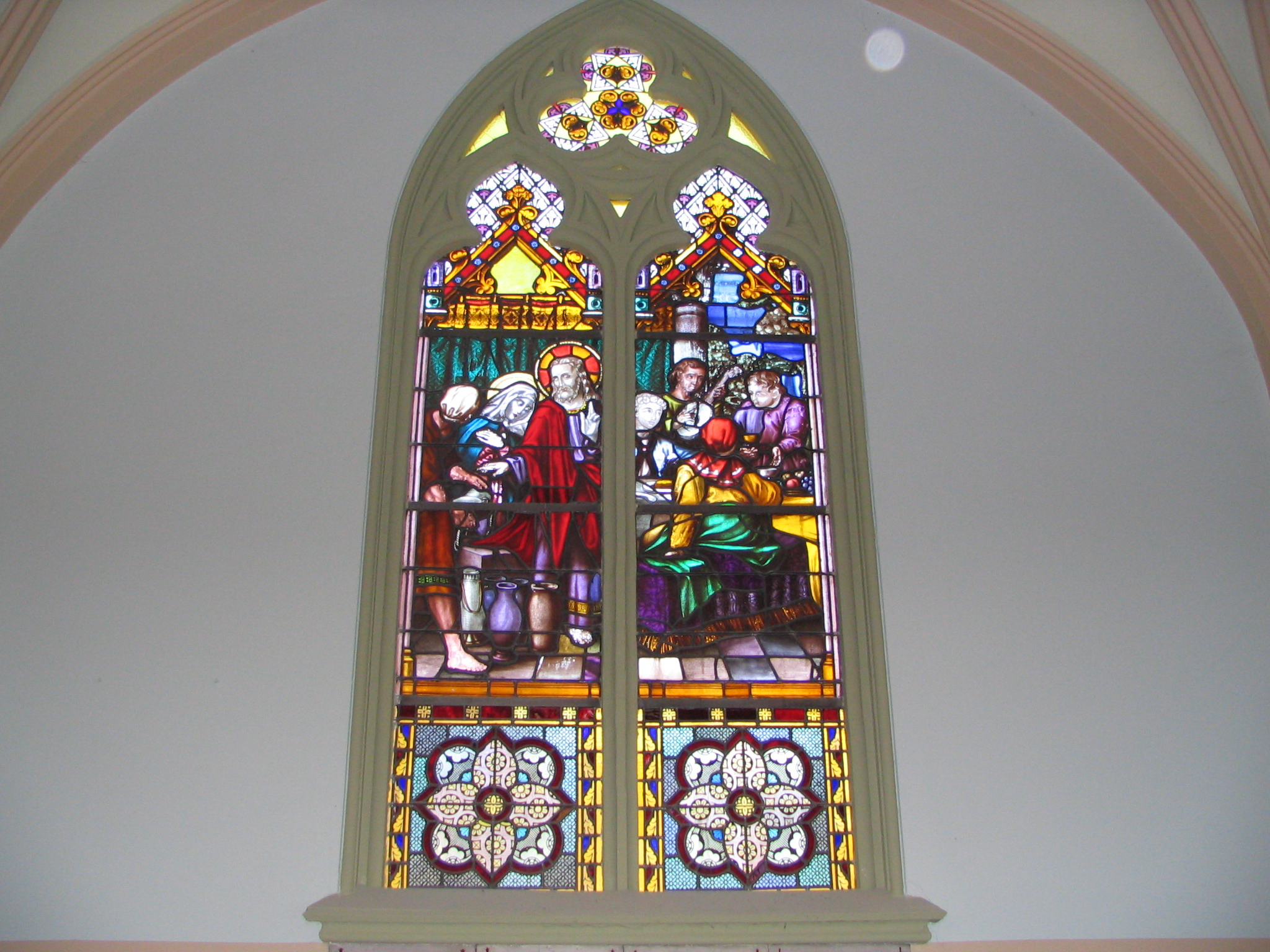
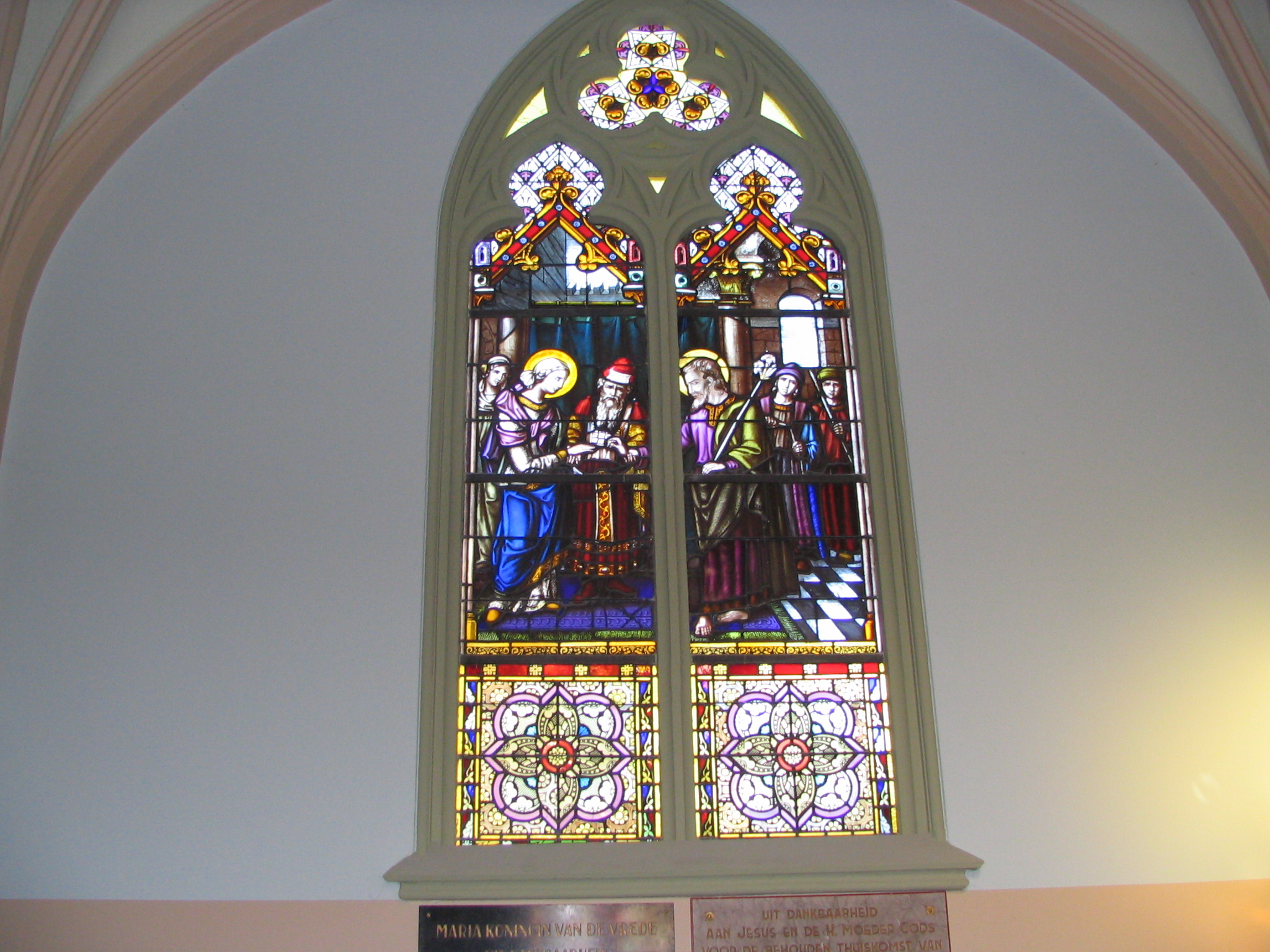